# Raunkjærs Konversationsleksikon
Raunkjærs Konversationsleksikon er et dansk leksikon, som blev udgivet i 12 bind. Leksikonet blev redigeret af Palle Raunkjær. Værket udkom fra 1948 til 1954.

## Bind
- Raunkjærs Konversationsleksikon. 1 : A-birk. 1948[2]
- Raunkjærs Konversationsleksikon. 2 : Birm-dani. 1948[3]
- Raunkjærs Konversationsleksikon. 3 : Danmarks-es. 1949[4]
- Raunkjærs Konversationsleksikon. 4 : Et-gon. 1949[5]
- Raunkjærs Konversationsleksikon. 5 : Goo-ha. 1950[6]
- Raunkjærs Konversationsleksikon. 6 : I-kong. 1950[7]
- Raunkjærs Konversationsleksikon. 7 : Koni-mam. 1951[8]
- Raunkjærs Konversationsleksikon. 8 : Man-om. 1951[9]
- Raunkjærs Konversationsleksikon. 9 : On-rom. 1952[10]
- Raunkjærs Konversationsleksikon. 10 : Ron-stap. 1952[11]
- Raunkjærs Konversationsleksikon. 11 : Star-udt. 1953[12]
- Raunkjærs Konversationsleksikon. 12 : Udv-ø ; Supplement. 1954[13]